# وادي ضبا (بدو رحل)

تعديل مصدري - تعديل

وادي ضبا ( بدو رحل) هي إحدى قرى عزلة ال أبو طهيف بمديرية حريب التابعة لمحافظة مأرب، بلغ تعداد سكانها 125 نسمة حسب تعداد اليمن لعام 2004.